# Taiwan Open
El Torneig de Taipei, també conegut com a Taiwan Open, és un torneig professional de tennis que es disputa sobre pista dura. Actualment pertany als International Tournaments del circuit WTA femení i se celebra al Taipei Heping Basketball Gymnasium de Taipei, República de la Xina.
La primera edició del torneig es va disputar en el Yang-Ming Tennis Center de Kaohsiung, la següent al Taipei Arena de Taipei, i la del 2018 ja es va traslladar al Taipei Heping Basketball Gymnasium, però ja no es van disputar més edicions del torneig ja que fou substituït pel torneig de Hua Hin, a Tailàndia.

## Palmarès

### Individual femení
| Any  | Campiona        | Finalista        | Resultat |
| ---- | --------------- | ---------------- | -------- |
| 2018 | Tímea Babos     | Kateryna Kozlova | 7−5, 6−1 |
| 2017 | Elina Svitolina | Peng Shuai       | 6−3, 6−2 |
| 2016 | Venus Williams  | Misaki Doi       | 6−4, 6−2 |

### Dobles femenins
| Any  | Campiones                        | Finalistes                        | Resultat       |
| ---- | -------------------------------- | --------------------------------- | -------------- |
| 2018 | Duan Yingying Wang Yafan         | Nao Hibino Oksana Kalashnikova    | 7−6(4), 7−6(5) |
| 2017 | Chan Hao-ching Chan Yung-jan (2) | Lucie Hradecká Kateřina Siniaková | 6−4, 6−2       |
| 2016 | Chan Hao-ching Chan Yung-jan     | Eri Hozumi Miyu Kato              | 6−4, 6−3       |